# 薬水洞
薬水洞 （ヤッスドン、朝：약수동）は、大韓民国ソウル特別市中区にある行政洞。

## 概要
薬水洞は中区南東端に位置している行政洞である。区域は南北に細長く、東は城東区、南は龍山区にそれぞれ接している。また、西は同じ区内の茶山洞、北は青丘洞にそれぞれ接している。
もともとこの地域の行政洞は新堂1洞から新堂6洞までであり、行政が機械的に番号を付けた、何ら由緒の無い名称を使用していた。そこで、住民アンケートを実施し、公募した候補の中から新しい名称を選ぶこととなった。その結果、2013年7月20日付けで新堂5洞を除く各洞の名称が一斉に変更され、新堂3洞は「薬水洞」に改名された。

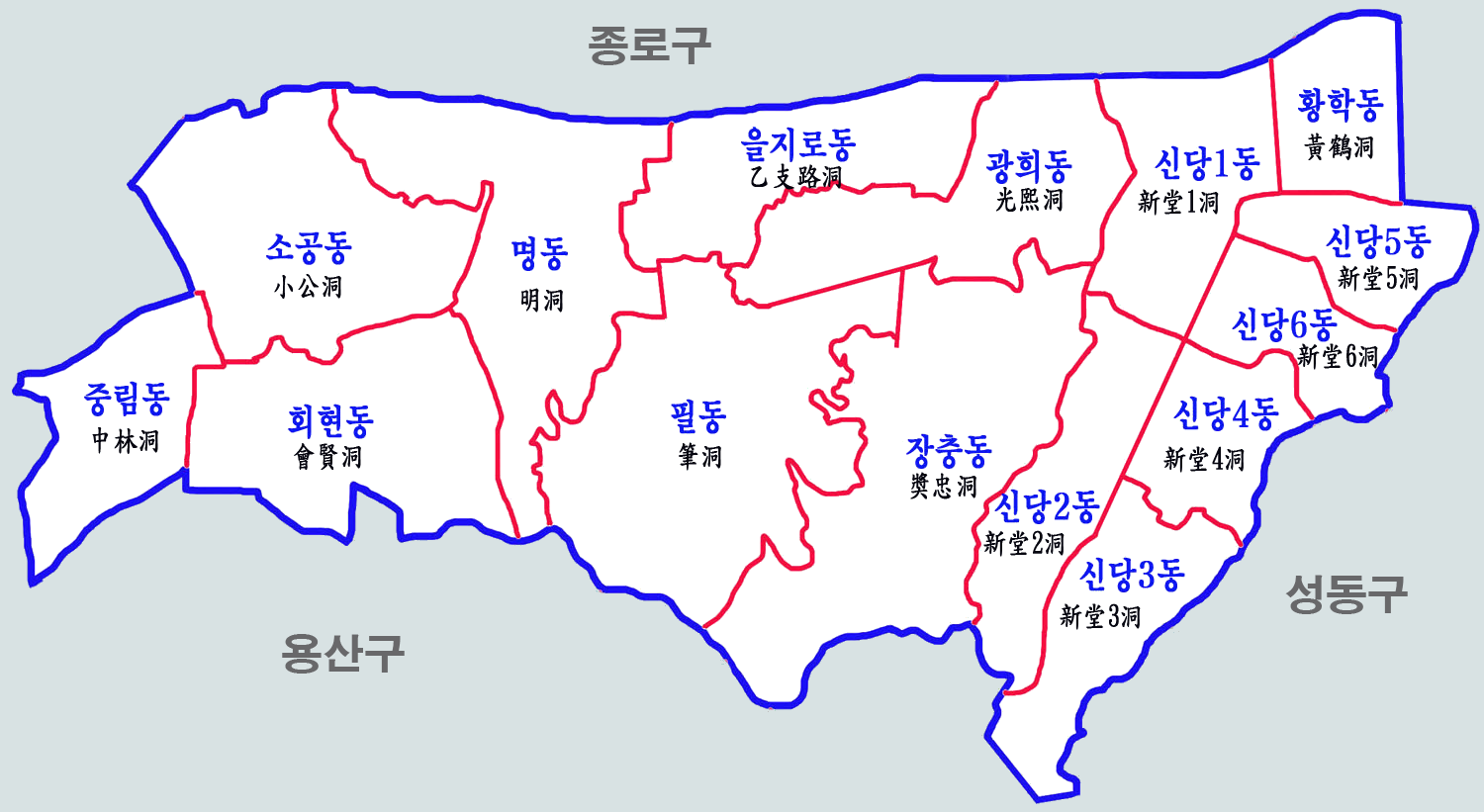
中区の行政洞。上図の新堂3洞が本項の薬水洞に該当

## 法定洞
管轄の法定洞は以下のとおりである。
- 新堂洞 （シンダンドン、신당동）